# Златна капија у Кијеву
Златна капија (укр. Золоті ворота, рус. Золотые ворота) била је главна капија тврђаве из 11. века у Кијеву, главном граду Кијевске Русије. Име је добила по Златној капији Цариграда. Конструкција је демонтирана у средњем веку, остављајући мало трагова свог постојања. Совјетске власти су је потпуно обновиле 1982. године, иако није сачувана ниједна слика оригиналне капије. Одлука је била веома контраверзна јер је постојало много претпоставки како би оригинална капија могла изгледати.

## Историја
Модерна историја прихвата овај улаз као један од три који је конструисао Јарослав Мудри. Златна капија саграђена је од 1017 - 1024 (6545. по византијском календару), отприлике у исто време када је подигнут Саборни храм Свете Софије. Прича о старијој грађевини која је представљена на слици Јана Матејка, и која представља пољскогкраља Болеслава I који  удара Златна врата својим мачем током интервенције у кризи наследства у Кијеву 1018. године, сада се сматра легендом. Првобитно названа једноставно Јужна капија, била је један од три главна улаза у град који је имао зидине, заједно са Ладским и Жидивским (пољским и јеврејским) вратима. Ова два улаза нису преживела. Камена утврђења протезала су се у дужини од само 3,5 км. Утврђивање Старог Кијева (Горњег града) протезало се од Јужне капије до данашњег Трга независности, где су била Лехитска (Ладска) врата. Одатле је шанац следио садашњу Костилску улицу, обуватајући манастир Светог Михаила и настављајући данашњом Житомирском улицом према Јеврејској капији (на Тргу Лавов). Одатле се утврђење пружало садашњом улицом Јарославива Вала назад до Јужне капије.
Касније је Јужна капија постала позната као Кијевска велика капија. Након што је уз капију саграђена Црква Благовести, њене златне куполе постале су истакнута знаменитост лако видљива изван града. Од тада, капија се назива Златна капија Кијева. Пролаз кроз капију био је висок око 40 и широк 20 стопа. Скоро пола миленијума служио је као Тријумфални лук града, истакнути симбол Кијева. Наводно је била направљена по узору на Златна врата Цариграда. Касније је слично име је добила и капија града Владимира где је један од Мономакиних потомака, Андреј Богољубски, основао своју државу, Велико војводство Владимир. 1240. године капија је делимично уништена од стране Златне Хорде Бату-Кана. Монголи су продрли унутар града преко слабије, Ладске капије, и уништили су Златну капију изнутра. Остала је као капија града (која се често користила за церемоније) током 18. века, иако се постепено урушавала.
1832. митрополит Еугениј је ископавао рушевине и тада је извршено прво истраживање ради очувања капије. Средином 18. века одлучено је да се капија затрпа земљом, јер се сматрало да није прикладна за рестаурацију. Само 80 година касније, захваљујући марљивости археолога аматера К.Лохвитског, са Златне капије је склоњена земља и делимично је обновљена.  Каснијим радовима 1970-их додат је павиљон, у коме је смештен музеј капије. У музеју се посетиоци могу упознати са историјом изградње Златне капије као и древног Кијева. 
1982. капија је у потпуности реконструисана за 1500-ту годишњицу Кијева, иако је то било доведено у питање. Неки историчари уметности захтевали су да се та реконструисана капија сруши и да се остаци оригиналних капија изложе јавности. 
1989. године, ширењем кијевског метроа, у близини је отворена станица Золоти Ворота. Његова архитектонска целина заснована је на унутрашњој декорацији древних руских цркава. Ако се иде по станици у смеру казаљке на сату, јасно се може видети читава историја древног града.
1997. године бронзани споменик Јарославу Мудром откривен је у близини западне стране Златне капије.

## Црква изнад пролаза
Поред тога што се у хроникама помиње изградња цркве изнад пролаза Златне капије, помиње се и у „Речи закона и милости“ Златне капије, митрополита Илариона. 
Црква при Капији служила је "небеској заштити града", али је била и редовна црква - људи су тамо долазили да се моле.
Звоник је репродукован у облику тробродног храма са једном куполом на четири стуба. У архитектонском уређењу фасада коришћени су украси од опеке, типични за древне грађевине тога доба. Под цркве је украшен мозаиком, чија се слика заснива на дизајну старог пода Саборног храма Свете Софије у Кијеву.

## Трг
Трг око Златне капије је створен у другој половини 19. века. Ботанички споменик природе - парк, настао је одлуком Извршног одбора Кијева бр. 363 од 20. марта 1972. године. 